# 天主教澳門教區檔案文獻（十六至十九世紀）
《天主教澳門教區檔案文獻（十六至十九世紀）》是保存於天主教澳門教區各個堂區教堂及學校的文獻群，包括有書籍、期刊、教友領洗記錄、聖若瑟修院所藏的古籍等，也有澳門教區的傳教士在16世紀至19世紀的活動、履歷等正式記錄。此部文獻在2010年3月9日被聯合國教科文組織列入亞太區《世界記憶名錄》；澳門基金會亦計劃將其進行電子化。